# Liste der Wappen in der Provinz Como
Liste der Wappen in der Provinz Como beinhaltet alle in der Wikipedia gelisteten Wappen der Provinz Como in der Region Lombardei (Italien). In dieser Liste werden die Wappen mit dem Gemeindelink angezeigt.

Provinz Como
Lage der Provinz in Italien

## Wappen der Gemeinden der Provinz Como

Albavilla
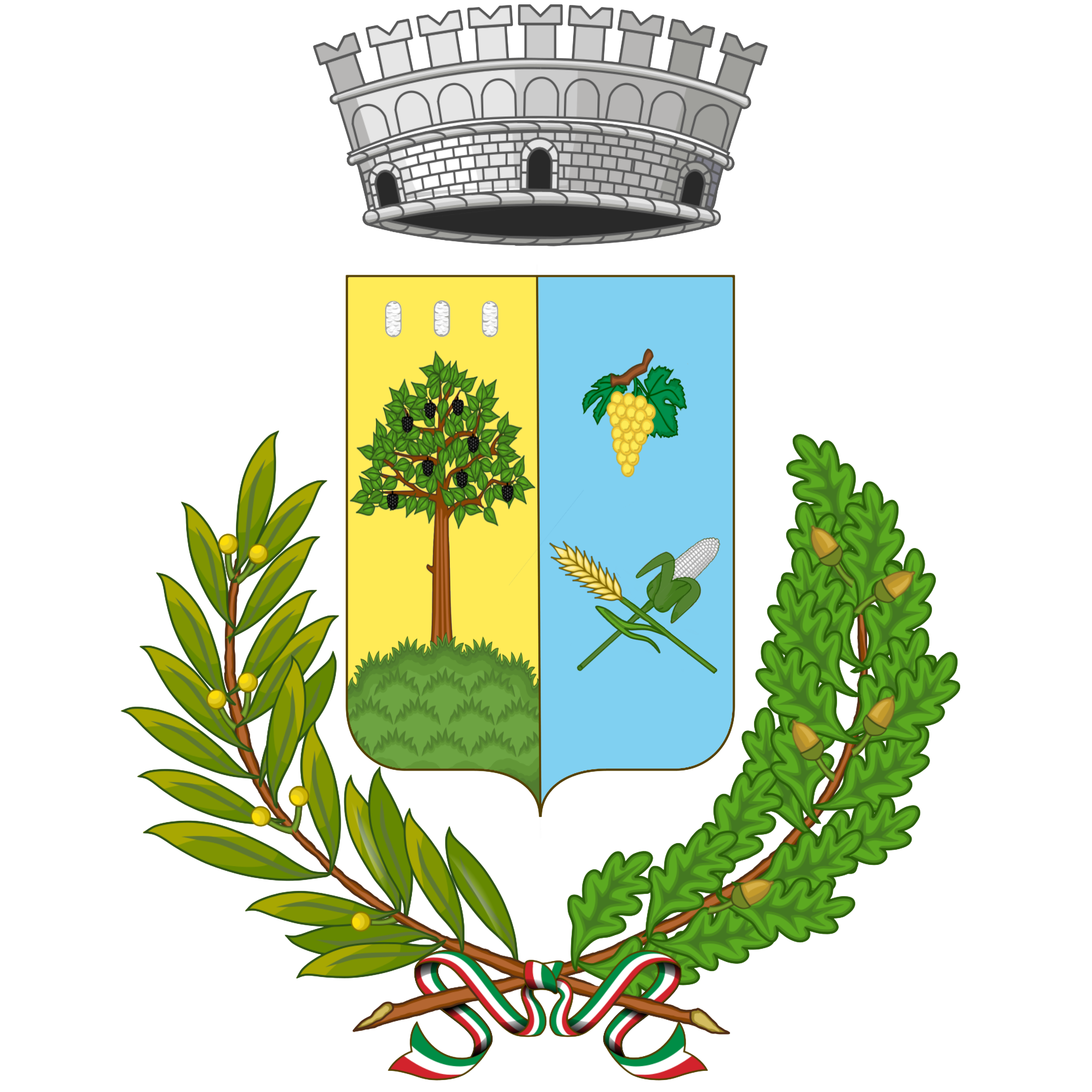
Albese con Cassano
Albiolo
Alserio
Alta Valle Intelvi
Alzate Brianza
Anzano del Parco
Appiano Gentile
Argegno
Arosio
Asso
Barni
Bellagio
Bene Lario
Beregazzo con Figliaro
Binago
Bizzarone
Blessagno
Blevio
Bregnano
Brenna
Brienno
Brunate
Bulgarograsso
Cabiate
Cadorago
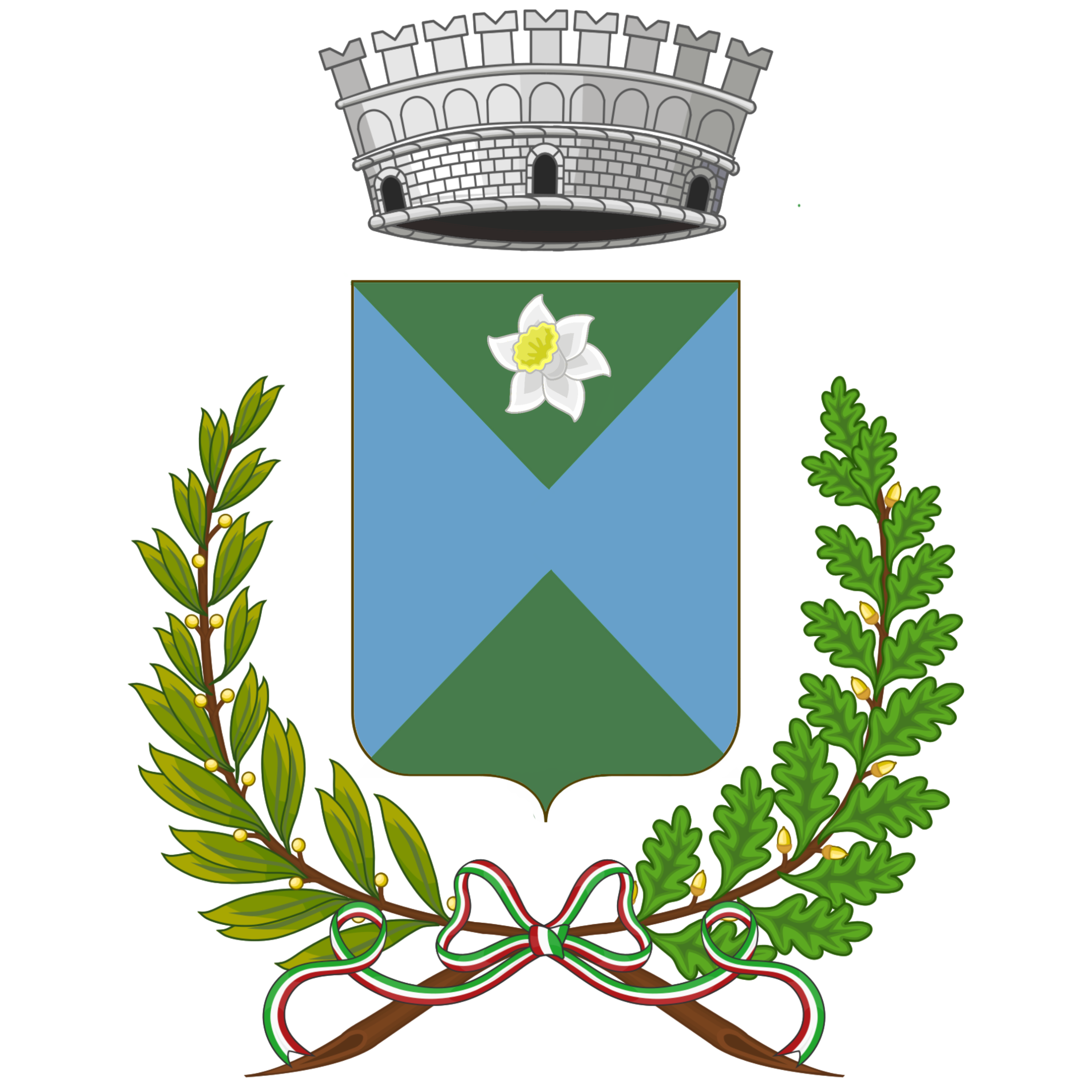
Caglio
Campione d’Italia
Cantù
Canzo
Capiago Intimiano
Carate Urio
Carbonate
Carimate
Carlazzo
Carugo
Caslino d’Erba
Casnate con Bernate
Cassina Rizzardi
Castelmarte
Castelnuovo Bozzente
Cavargna
Centro Valle Intelvi
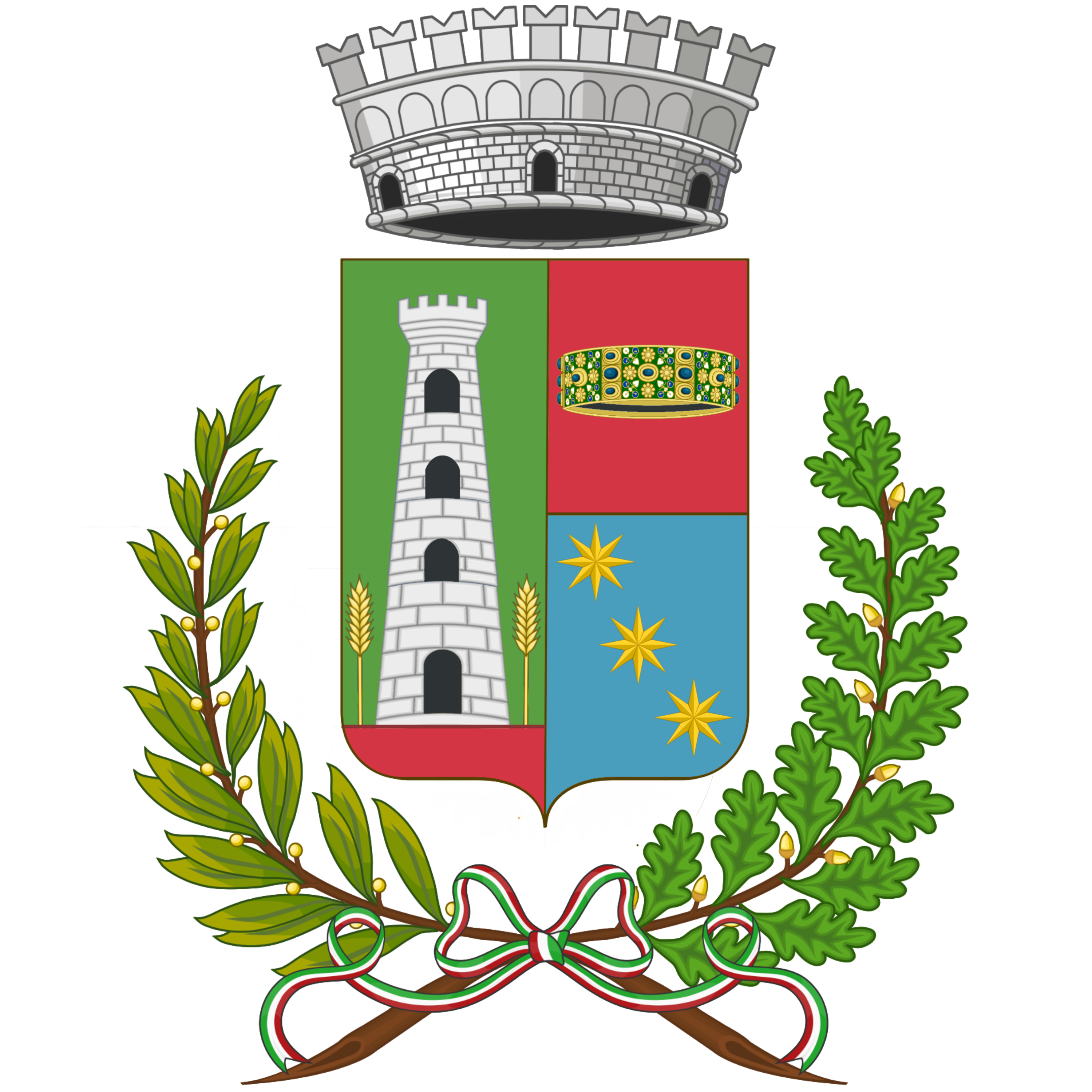
Cerano d’Intelvi
Cermenate
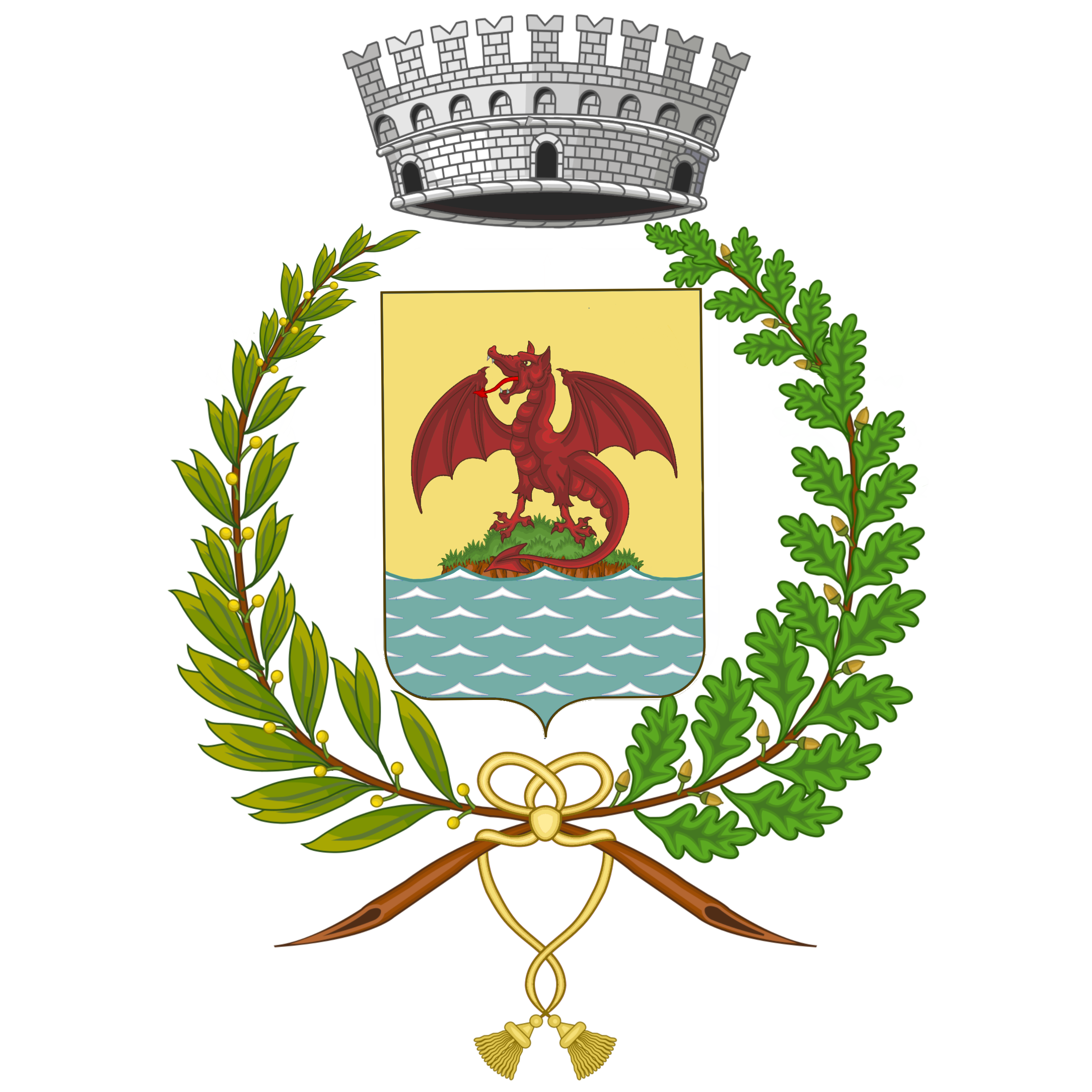
Cernobbio
Cirimido
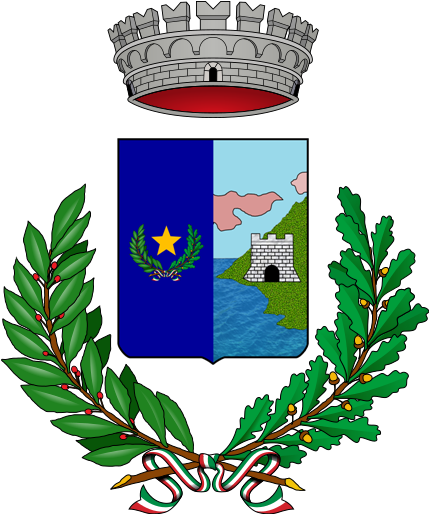
Claino con Osteno
Colonno
Colverde
Como
Corrido
Cremia
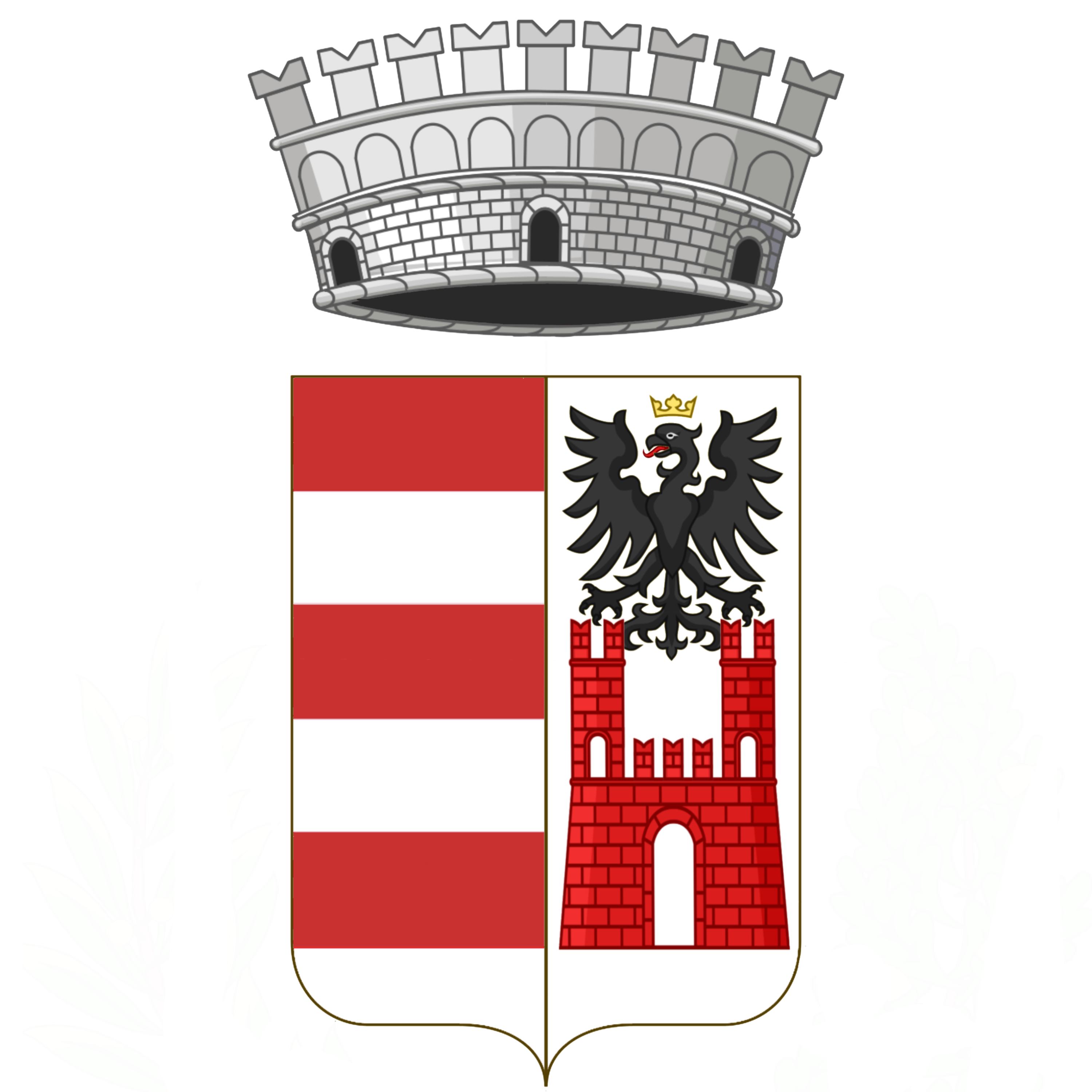
Cucciago
Cusino
Dizzasco
Domaso
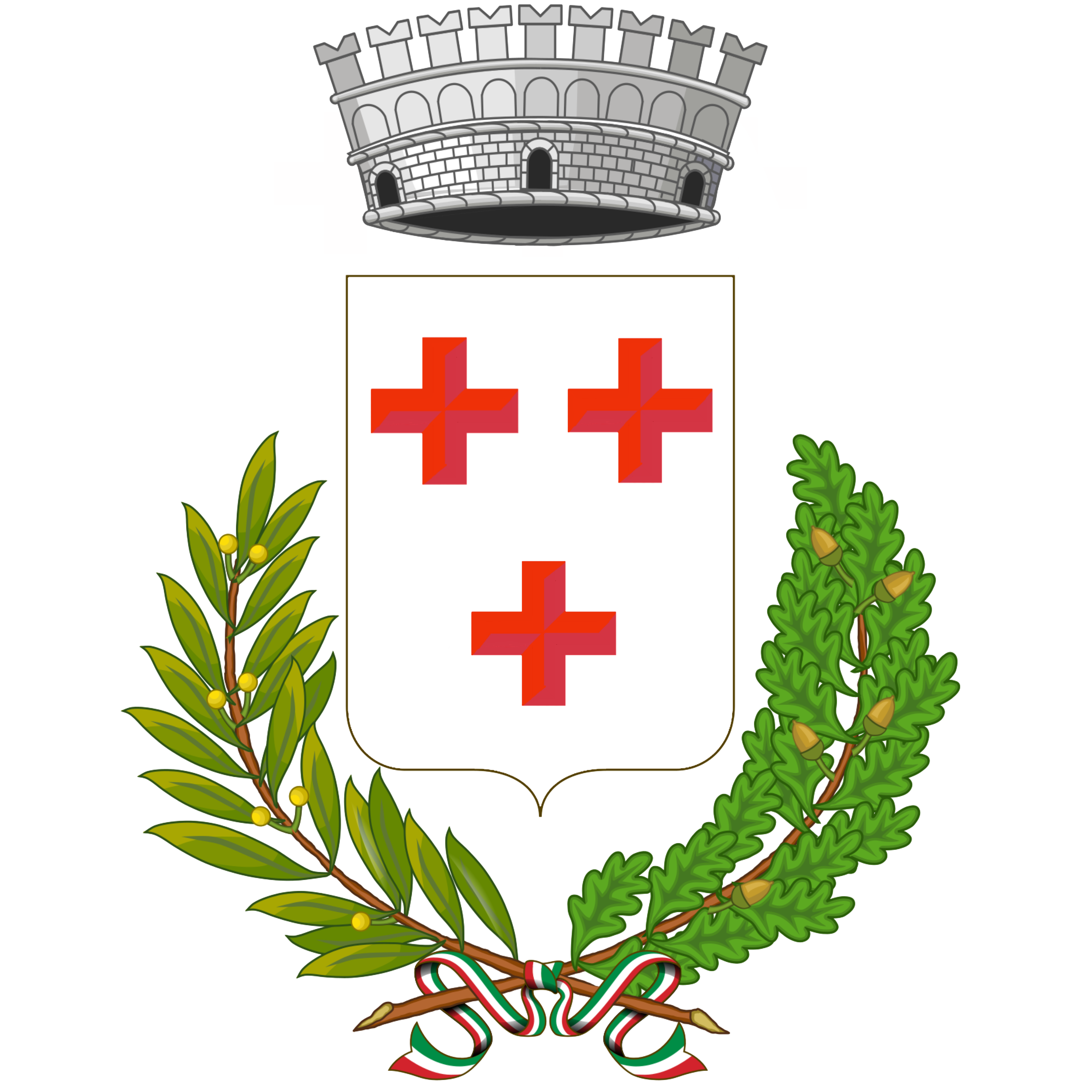
Dongo
Dosso del Liro
Erba
Eupilio
Faggeto Lario
Faloppio
Fenegrò
Figino Serenza
Fino Mornasco
Garzeno
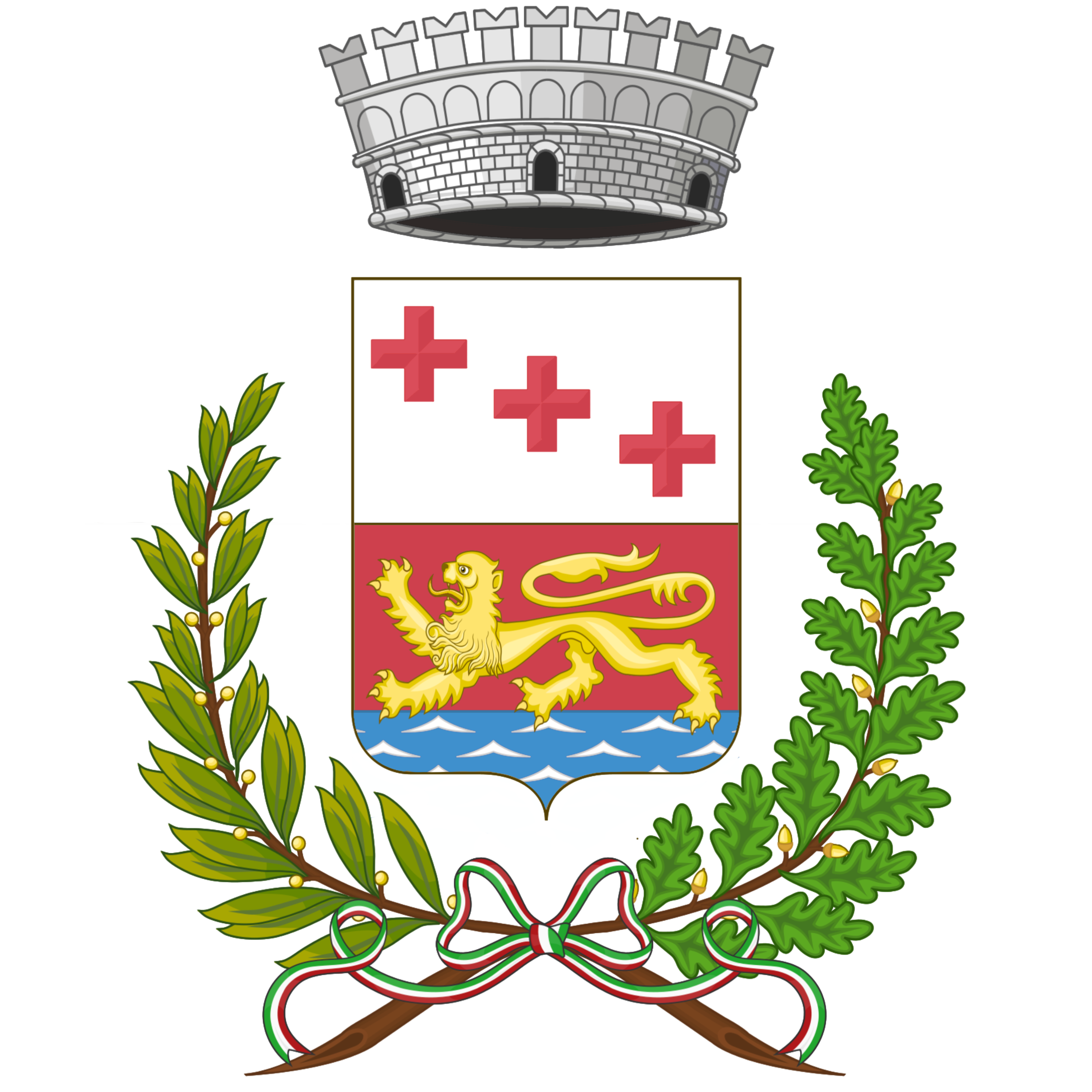
Gera Lario
Grandate
Grandola ed Uniti
Gravedona ed Uniti
Griante
Guanzate
Inverigo
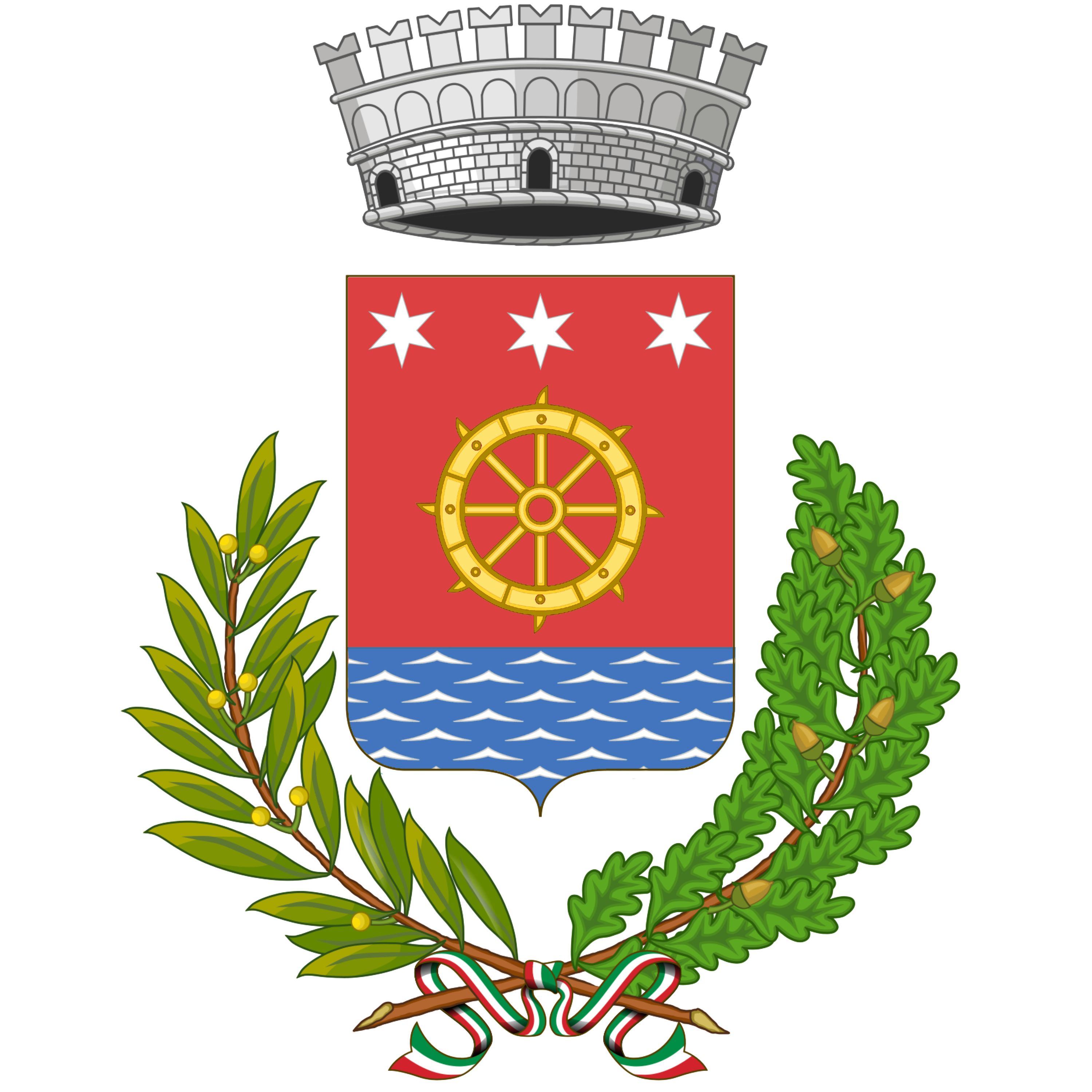
Laglio
Laino
Lambrugo
Lasnigo
Lezzeno
Limido Comasco
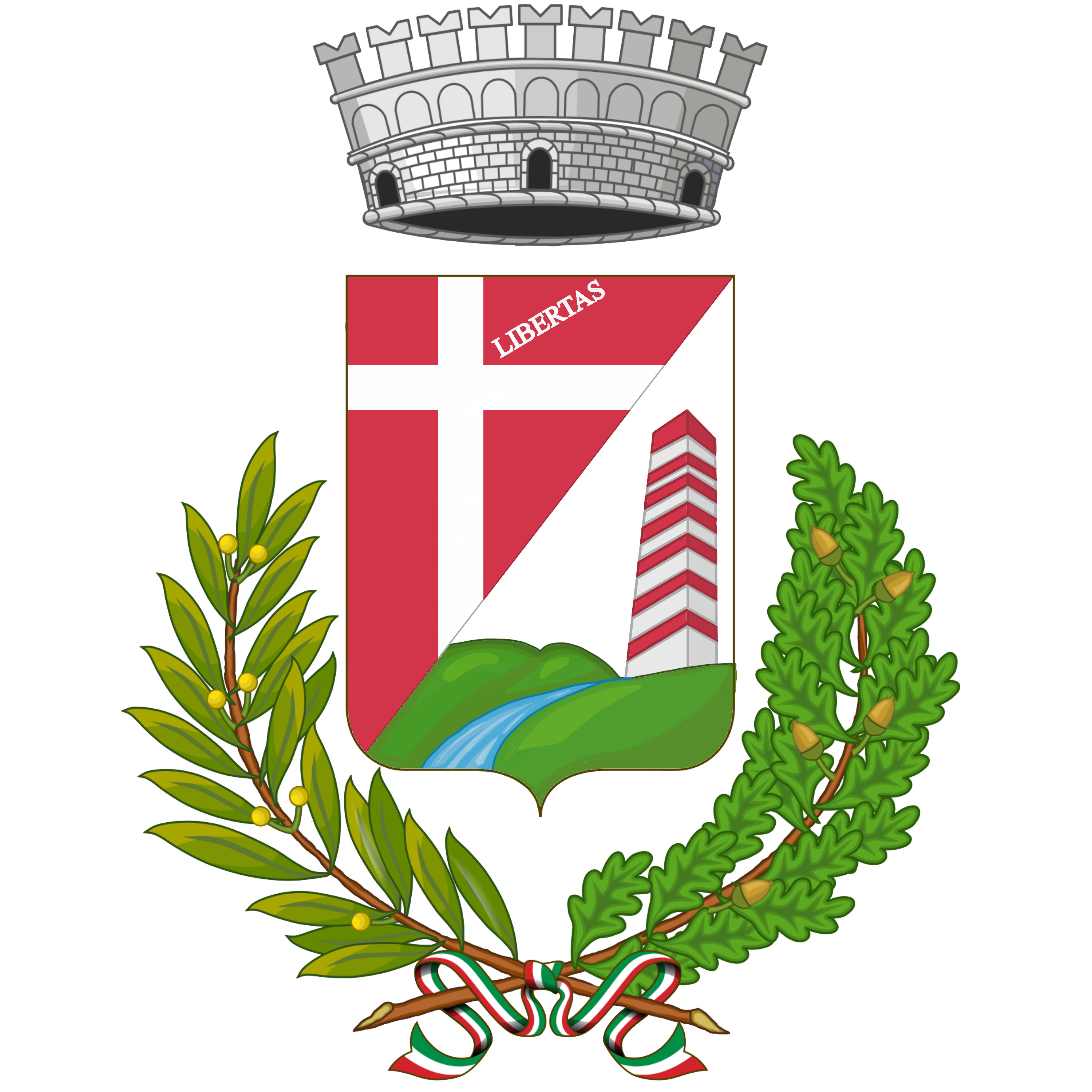
Lipomo
Livo
Locate Varesino
Lomazzo
Longone al Segrino
Luisago
Lurago Marinone
Lurago d’Erba
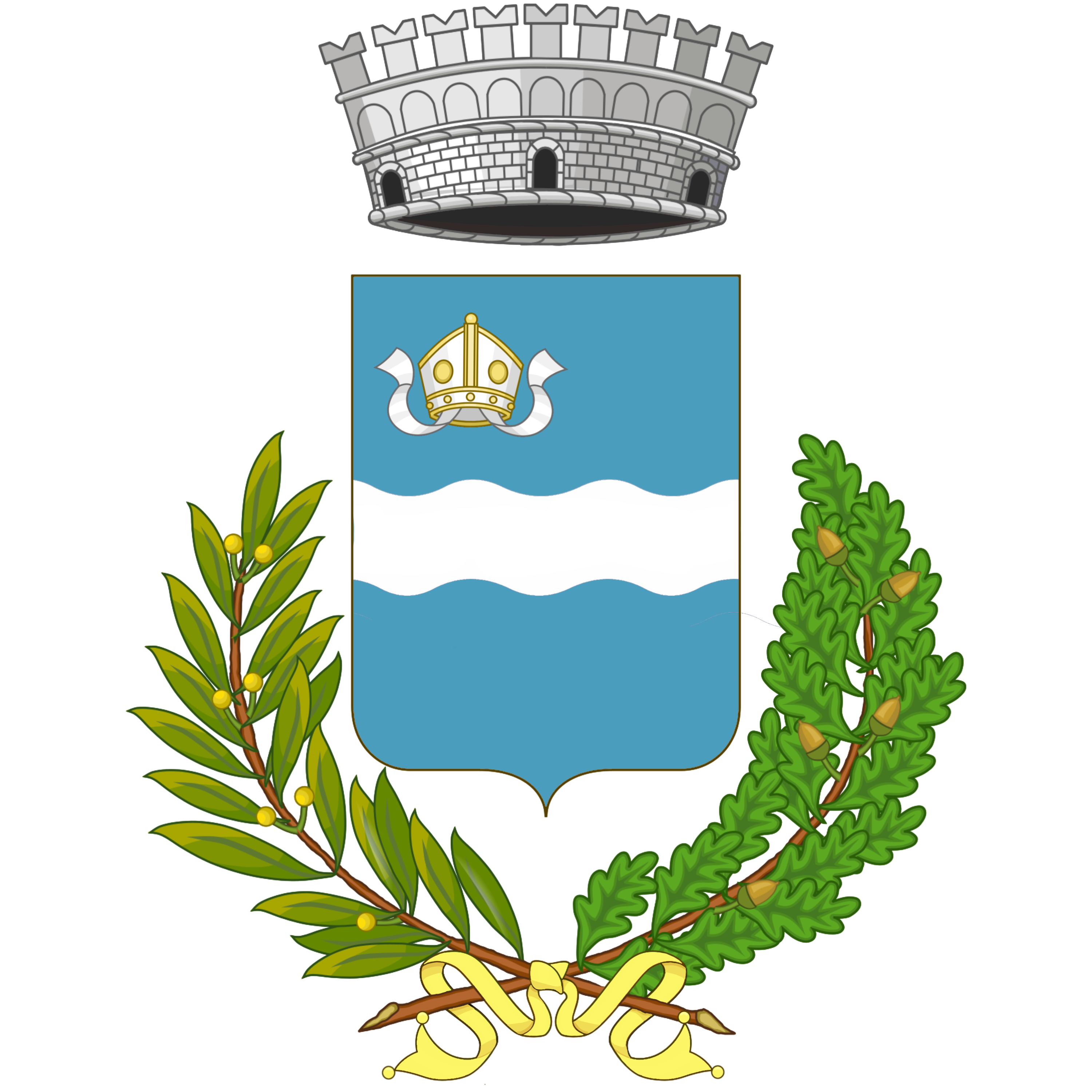
Lurate Caccivio
Magreglio
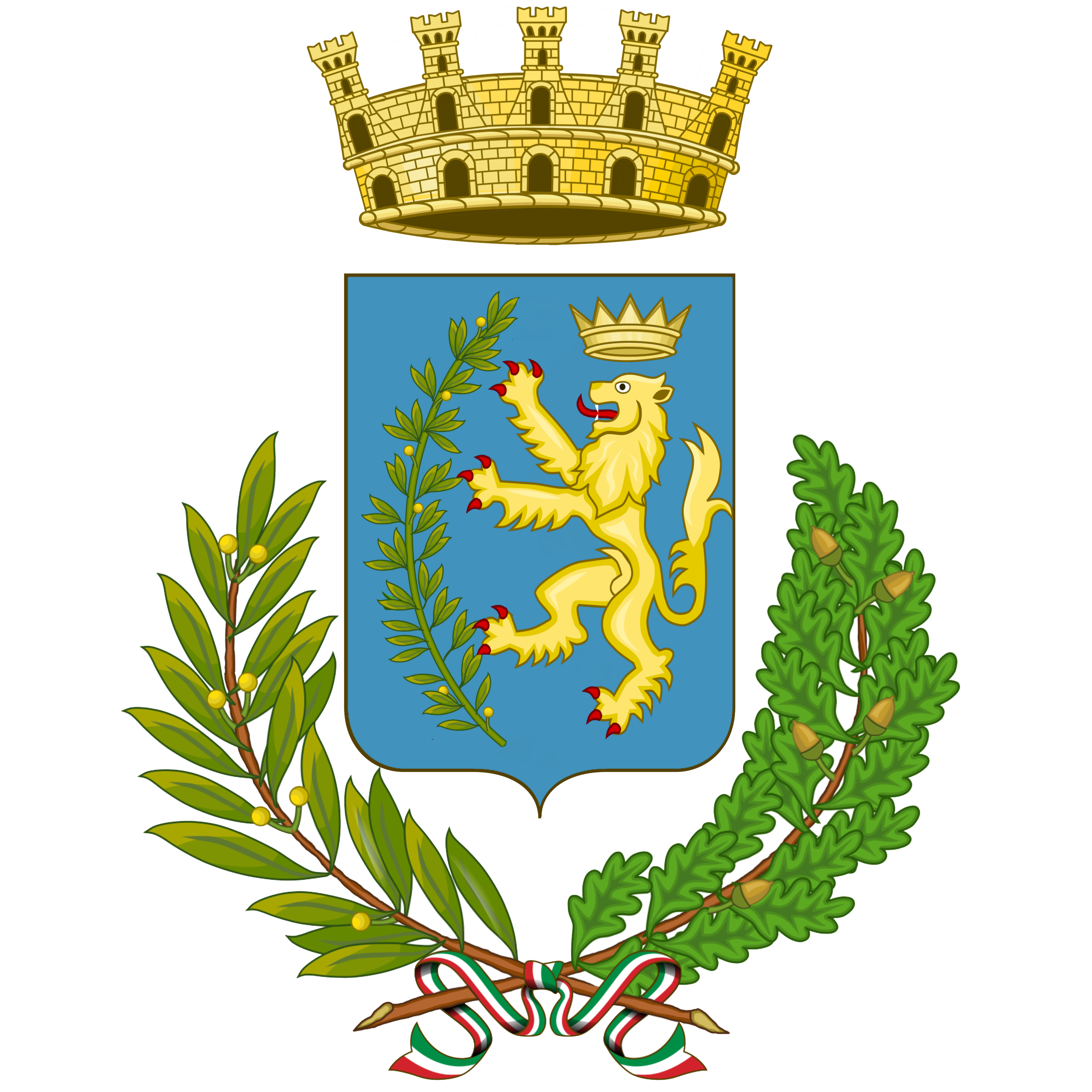
Mariano Comense
Maslianico
Menaggio
Merone
Moltrasio
Monguzzo
Montano Lucino
Montemezzo
Montorfano
Mozzate
Musso
Nesso
Novedrate
Olgiate Comasco
Oltrona di San Mamette
Orsenigo
Peglio
Pianello del Lario
Pigra
Plesio
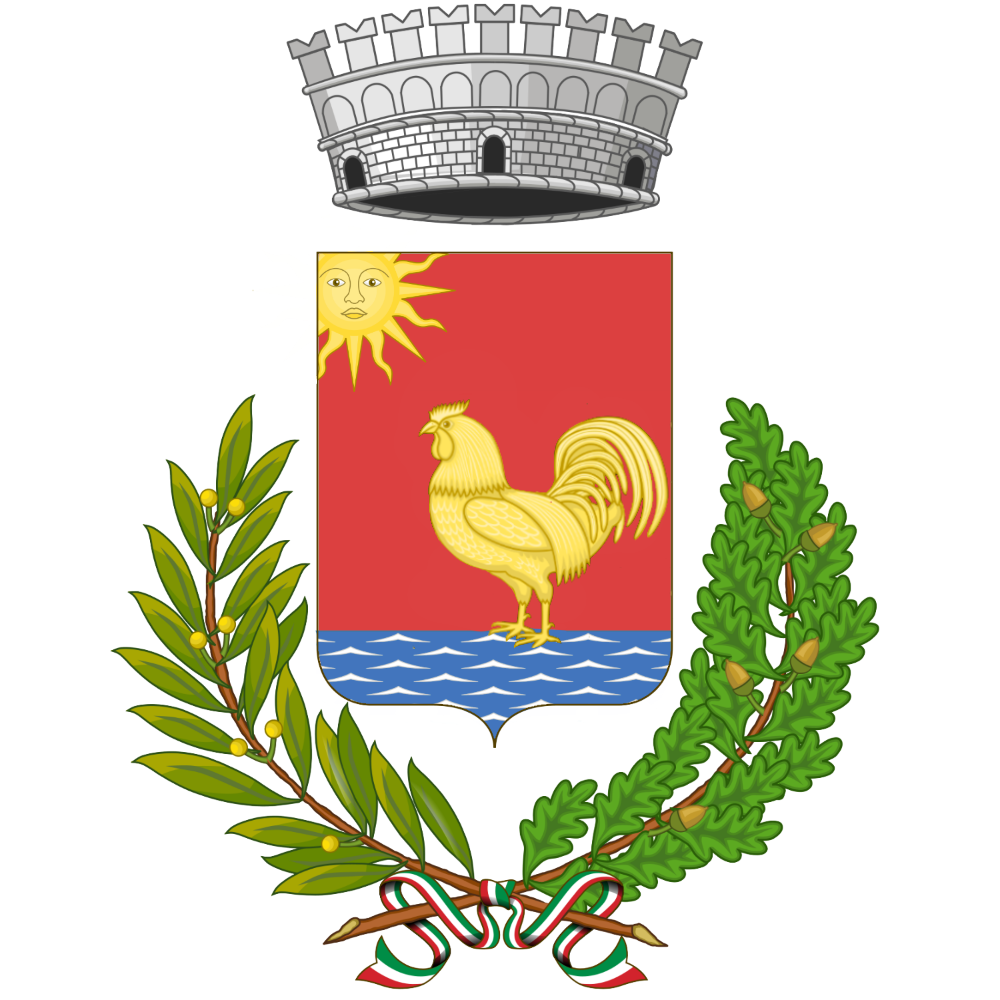
Pognana Lario
Ponna
Ponte Lambro
Porlezza
Proserpio
Pusiano
Rezzago
Rodero
Rovellasca
Rovello Porro
Sala Comacina
San Bartolomeo Val Cavargna
San Fermo della Battaglia
San Nazzaro Val Cavargna
San Siro
Schignano
Senna Comasco
Solbiate con Cagno
Sorico
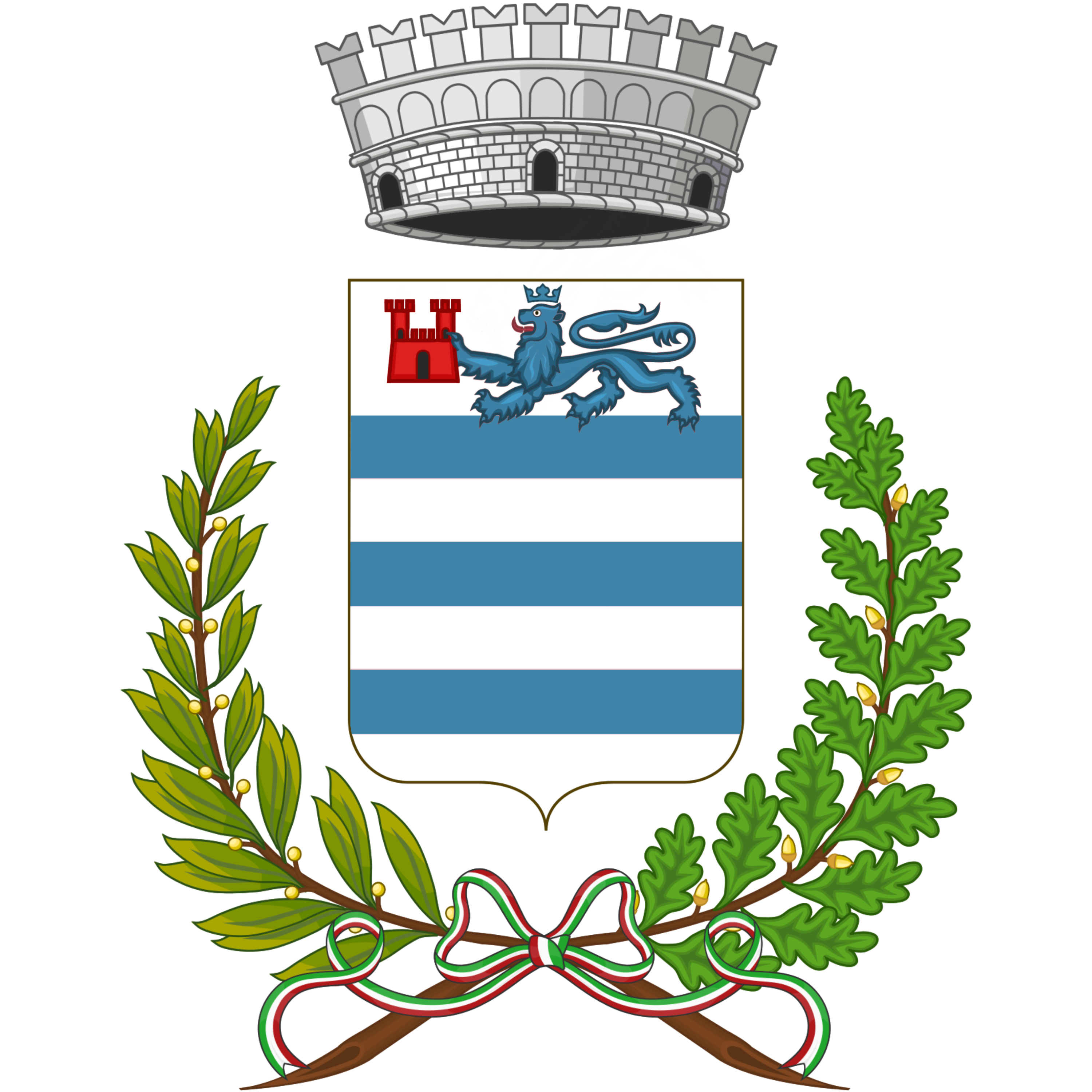
Sormano
Stazzona
Tavernerio
Torno
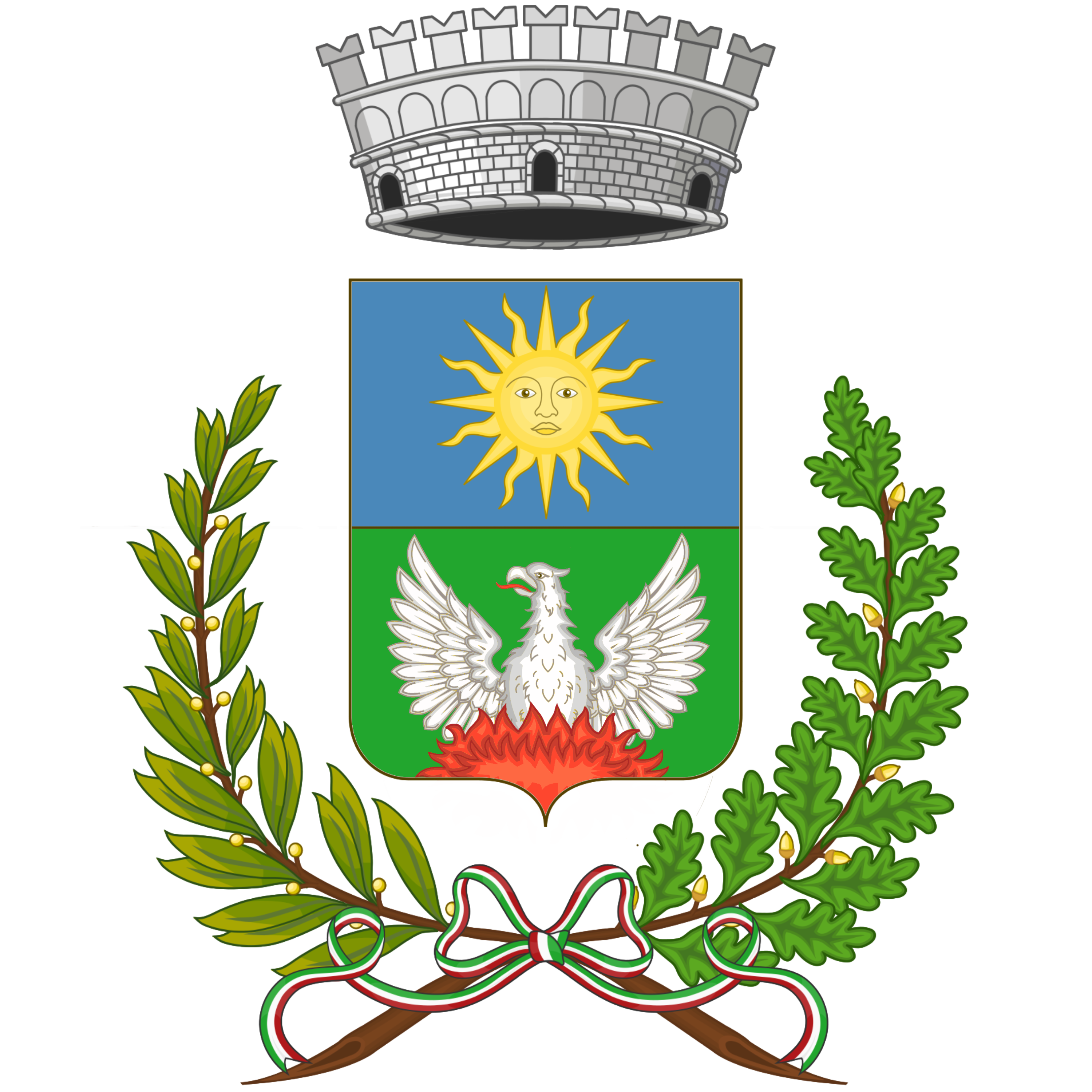
Tremezzina
Trezzone
Turate
Uggiate con Ronago
Val Rezzo
Valmorea
Valsolda
Veleso
Veniano
Vercana
Vertemate con Minoprio
Villa Guardia
Zelbio